# Zhao Zhihong
Zhao Zhihong (Chino simplificado: 赵志红; Chino tradicional: 趙志紅; pinyin: Zhào Zhìhóng; 5 de septiembre de 1972. 30 de julio de 2019), apodado The Smiling Killer (asesino sonriente) y Demon (demonio), fue un asesino en serie y violador chino. Admitió haber cometido un total de 20 delitos graves entre 1996 y 2005, incluida la violación y el asesinato de al menos 6 mujeres en Ulanqab y Hohhot en Mongolia Interior. Fue ejecutado en 2019, tras un veredicto judicial.

## Biografía
Zhao Zhihong nació el 5 de septiembre de 1972 en el pueblo de Yongxing, condado de Liangcheng. Después de graduarse de la escuela, tuvo empleos de baja calificación, sin permanecer en ningún lugar durante mucho tiempo.
Zhao cometió su primer asesinato el 9 de abril de 1996, violando y estrangulando a un joven trabajador de una fábrica textil de apellido Yang en un baño público en Hohhot. Su cuerpo fue descubierto por un joven mongol chino de 18 años llamado Huugjilt, quien fue acusado por error, obligado a confesar por los investigadores y condenado a muerte el 23 de mayo de 1996. Fue fusilado el 10 de junio de 1996.
El 20 de mayo de 2000, Zhao cometió una segunda violación y asesinato de una niña en el área de Hohhot, que permaneció sin resolver durante mucho tiempo. No volvió a matar hasta 2005, cuando violó y asesinó a cuatro niñas y mujeres. Los dos primeros se produjeron los días 2 y 7 de enero, y el tercero el 24 de febrero. Al mismo tiempo, las autoridades locales estaban seriamente preocupadas por los asesinatos en serie y ofrecieron una recompensa de 2.000 yuanes por información sobre la identidad y el paradero del asesino. En julio de 2005, Zhao asesinó a su última víctima.

## Arresto, juicio y ejecución
En junio de 2005, un residente de la aldea de Tali de nombre Yun Wen, en los suburbios de Hohhot, donde Zhao cometió sus últimos asesinatos, identificó al asesino en una sesión de fotos. Sin embargo, ella desconocía su nombre o lugar de residencia. Mientras buscaba al delincuente con la policía, identificó a Zhao Zhihong en su lugar de trabajo y el 23 de octubre de 2005 fue arrestado.
Zhao confesó de inmediato, admitiendo haber cometido más de 20 delitos entre 1996 y 2005, incluidos 6 asesinatos y 10 violaciones, dos de los cuales fueron contra menores de edad. Además, también fue responsable de varios casos de robos, hurtos y apropiación indebida de bienes. Lo más controversial es que admitió haber matado al trabajador de la fábrica Yang en 1996, un crimen por el que fue ejecutado Huugjilt, de 18 años.
Debido a la apertura constante de nuevas circunstancias de los crímenes de Zhao, el juicio del asesino fue aplazado todo el tiempo. Al mismo tiempo, el 15 de diciembre de 2014, el Tribunal de Distrito de Hohhot absolvió póstumamente a Huugjilt, se disculpó públicamente con sus familiares y les pagó una indemnización de 330.000 yuanes.
El juicio de Zhao comenzó el 5 de enero de 2015 y se llevó a cabo a puerta cerrada. En total, el asesino en serie fue acusado de 21 delitos. El propio Zhao lamentó que un hombre inocente fuera ejecutado por su crimen y se disculpó en su confesión en la sala del tribunal. Sin embargo, el 9 de febrero de 2015, el Tribunal de Distrito de Hohhot declaró culpable al hombre de 42 años de 6 asesinatos, 10 violaciones y al menos un caso de robo. Fue privado de sus derechos civiles y condenado a muerte por fusilamiento. Además, según el veredicto del tribunal, se le obligó a pagar una multa de 155.000 yuanes, de los cuales 53.000 al Estado y 102.000 a los familiares de las víctimas.
El 30 de julio de 2019, Zhao fue ejecutado. Antes de su ejecución, se negó a una última reunión con los familiares de la víctima, que le correspondía por ley.